# Гауритс
Га́уритс (Гауриц, африк. Gouritsrivier, англ. Gourits River) — река в Южной Африке, в Южно-Африканской Республике, в Западно-Капской провинции. Образуется при слиянии рек Улифантс (Олифанс, У́лифантсрифир) и Гамка, в межгорной долине Малое Кару, расположенной между северными (Свартберге, Коуга) и южными (Лангеберге, Оутениква) цепями хребтов. Течёт в южном направлении между хребтами Лангеберге (на западе) и Оутениква (на востоке). Принимает правый приток Хрут. Впадает в Индийский океан.
Реку пересекает национальная дорога N2 Кейптаун — Порт-Элизабет по мосту, открытому в 1978 году западнее города Мосселбай.